# Niels Mestdagh
Niels Mestdagh (3 januari 1993) is een Belgische profvoetballer. Hij speelt als centrale verdediger bij Cercle Brugge.

## Carrière
Mestdagh maakte zijn profdebuut voor Cercle Brugge maar kon nooit doorbreken bij de club.

## Statistieken
| seizoen | ploeg         | land   | competitie         | wedst | goals |
| ------- | ------------- | ------ | ------------------ | ----- | ----- |
| 2011/12 | Cercle Brugge | België | Jupiler Pro League | 0     | 0     |
| 2011/12 | Cercle Brugge | België | Play-Off II A      | 1     | 0     |
| 2012/13 | Cercle Brugge | België | Jupiler Pro League | 5     | 0     |
| 2013/14 | → VW Hamme    | België | Derde klasse       | 1     | 0     |
|         |               |        | totaal             | 7     | 0     |

laatst gewijzigd 29/07/2014